# 胡塞马群岛

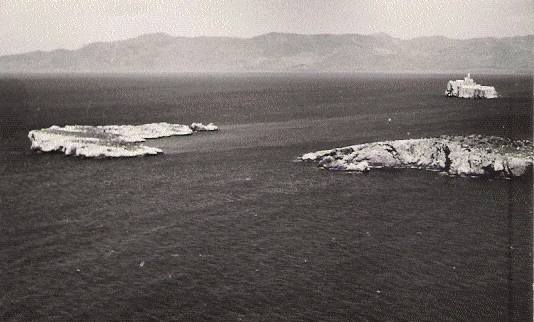
胡塞马群岛

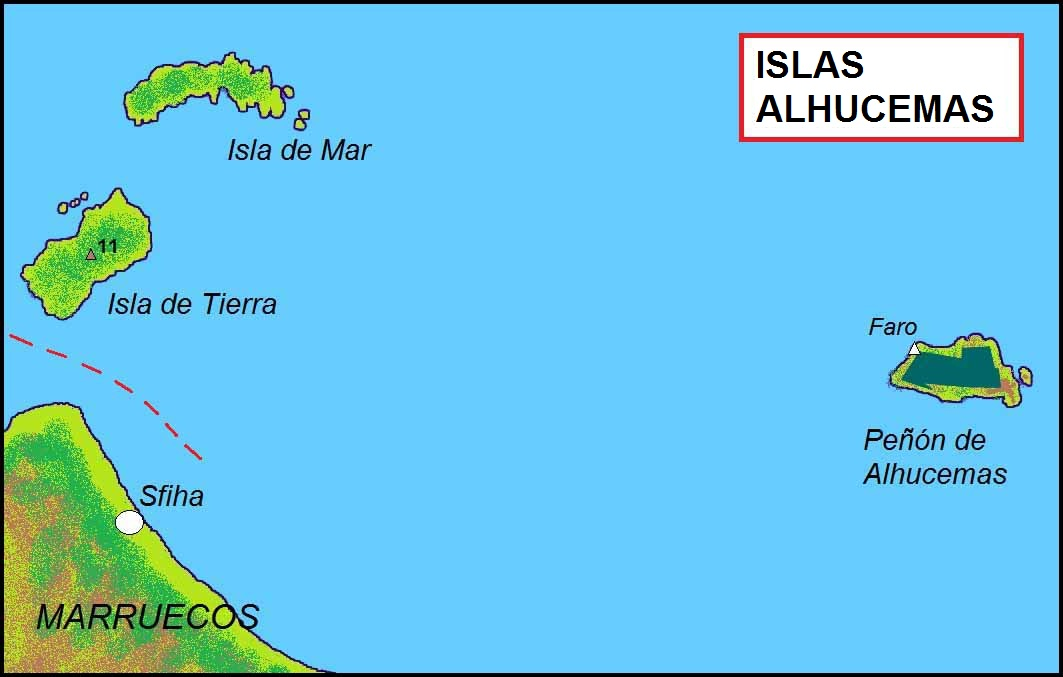
胡塞马群岛

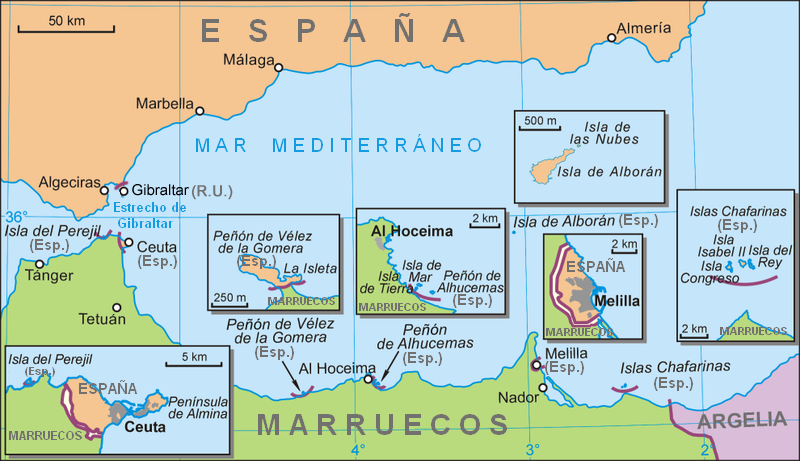
西属北非领地

胡塞马群岛（西班牙語：Islas Alhucemas），是西属北非领地的一个群岛，位于地中海西南部摩洛哥北岸，休达以东146公里。胡塞马群岛距离摩洛哥城镇胡塞马约300m。胡塞马群岛包含胡塞马岛等岛屿。群岛总面积约0.046 km²，其中胡塞马岛面积0.015平方公里。西班牙对该群岛的统治可上溯到1559年。摩洛哥宣称对该地拥有主权。